# The Nevers
The Nevers es una serie de televisión estadounidense de drama y ciencia ficción creada por Joss Whedon. Debido a la pandemia de COVID-19, la primera temporada se divide en dos partes. La primera parte de seis episodios se estrenó el 11 de abril de 2021 en HBO y HBO Max.
En diciembre de 2022, la serie fue cancelada después de una temporada sin que los últimos seis episodios se emitieran, además fue retirada de la plataforma HBO Max el 18 de diciembre de 2022. Finalmente, todos los 12 episodios fueron agregados a la plataforma Tubi desde el 13 de febrero de 2023.

## Sinopsis
Un grupo de mujeres victorianas descubren habilidades inusuales, enemigos implacables y una misión que podría cambiar el mundo.

## Elenco y personajes

### Principales
- Laura Donnelly como Amalia True / Zephyr Alexis Navine
  - Claudia Black interpreta a Zephyr en un cuerpo anterior.
- Ann Skelly como Penance Adair
- Olivia Williams como Lavinia Bidlow
- James Norton como Hugo Swann
- Tom Riley como Augustus «Augie» Bidlow
- Pip Torrens como Lord Gilbert Massen
- Denis O'Hare como el doctor Edmund Hague
- Rochelle Neil como Annie Carbey (alias Bonfire Annie)
- Amy Manson como Maladie / Sarah
- Zackary Momoh como el doctor Horatio Cousens
- Eleanor Tomlinson como Mary Brighton
- Nick Frost como Declan Orrun (alias El rey mendigo)
- Elizabeth Berrington como Lucy Best
- Anna Devlin como Primrose Chattoway
- Kiran Sonia Sawar como Harriet Kaur
- Ben Chaplin como el inspector Frank Mundi
- Ella Smith como Desirée Blodgett
- Vinnie Heaven como Nimble Jack

### Recurrentes
- Martyn Ford como Nicolas Perbal (alias Odium)
- Mark Benton como el coronel
- Rupert Vansittart como Lord Broughton
- Andrew Havill como Douglas Broome
- Timothy  Bentinck como el general Pecking
- Nicholas Farrell como el príncipe Albrecht
- Tim Steed como Lord Allaven Tyne
- Zain Hussain como Aneel

## Episodios
| Temporada | Temporada | Episodios | Episodios             | Emisión original      | Emisión original   | Emisión original |
| Temporada | Temporada | Episodios | Episodios             | Primera emisión       | Última emisión     | Cadena           |
| --------- | --------- | --------- | --------------------- | --------------------- | ------------------ | ---------------- |
|           | 1         | 12        | 6                     | 11 de abril de 2021   | 16 de mayo de 2021 | HBO              |
| 6         | 1         | 12        | 14 de febrero de 2023 | 15 de febrero de 2023 | Tubi               |                  |

### Temporada 1 (2021–23)
| Parte 1 |                                 |                    |                              |                       |       |
| 1       | «Touched»                       | Joss Whedon        | Joss Whedon                  | 11 de abril de 2021   | 0,548 |
| 2       | «Exposure»                      | Joss Whedon        | Jane Espenson                | 18 de abril de 2021   | 0,561 |
| 3       | «Ignition»                      | David Semel        | Kevin Lau                    | 25 de abril de 2021   | 0,448 |
| 4       | «Undertaking»                   | David Semel        | Madhuri Shekar               | 2 de mayo de 2021     | 0,515 |
| 5       | «Hanged»                        | Joss Whedon        | Melissa Iqbal                | 9 de mayo de 2021     | 0,570 |
| 6       | «True»                          | Zetna Fuentes      | Jane Espenson                | 16 de mayo de 2021    | 0,552 |
| Parte 2 |                                 |                    |                              |                       |       |
| 7       | «It's a Good Day»               | Andrew Bernstein   | Philippa Goslett             | 14 de febrero de 2023 | —     |
| 8       | «I Don't Know Enough About You» | Jennifer Getzinger | Ira Parker                   | 14 de febrero de 2023 | —     |
| 9       | «Fever»                         | Jennifer Getzinger | Rammy Park                   | 14 de febrero de 2023 | —     |
| 10      | «Alright, Okay, You Win»        | Nina Lopez-Corrado | Harrison David Rivers        | 15 de febrero de 2023 | —     |
| 11      | «Ain't We Got Fun»              | Nina Lopez-Corrado | Alyssa Thorne & Adam Meggido | 15 de febrero de 2023 | —     |
| 12      | «I'll Be Seeing You»            | Andrew Bernstein   | Peter Calloway               | 15 de febrero de 2023 | —     |

## Producción

### Desarrollo
El 13 de julio de 2018, se anunció que HBO ordenó el desarrollo de una serie de televisión titulada The Nevers creada por Joss Whedon que también se desempeñará como guionista, director, productor ejecutivo y showrunner. El 18 de febrero de 2019, se anunció que Gemma Jackson se encargaría del diseño de producción. El 23 de abril de 2019, se anunció que Jane Espenson y Doug Petrie son guionistas y productores ejecutivos junto a Bernie Caulfield. El 29 de octubre de 2019, HBO anunció en Twitter que la serie se estrenaría en 2021.

### Redacción
Los guiones comenzaron a escribirse en octubre de 2018 y finalizaron a fines de febrero de 2019, después de que Whedon llevara un grupo diverso de guionistas para colaborar con él, tales como Laurie Penny y Madhuri Shekar. HBO prefirió tener todos los episodios escritos por adelantado antes de que inicie el rodaje.

### Casting
El 23 de abril de 2019, se anunció que Laura Donnelly fue elegida en el rol principal. El 30 de julio de 2019, se anunció que Olivia Williams, James Norton, Tom Riley, Ann Skelly, Ben Chaplin, Pip Torrens, Zackary Momoh, Amy Manson, Nick Frost, Rochelle Neil, Eleanor Tomlinson y Denis O'Hare fueron elegidos en roles sin revelar. El 15 de agosto de 2019, se anunció que Kiran Sonia Sawar, Elizabeth Berrington, Ella Smith, Viola Prettejohn, Anna Devlin fueron elegidos en roles principales y Martyn Ford en un rol recurrente.

### Rodaje
La fotografía principal comenzó el 4 de julio de 2019 en Londres, Inglaterra.
La serie pudo completar la producción de cinco de los diez episodios pedidos originalmente, antes de que se cerrara la producción debido a la pandemia de COVID-19. El rodaje se reanudó en septiembre y la producción se completó a finales de octubre.
En febrero de 2021, el director de contenidos de HBO y HBO Max, Casey Bloys, confirmó que la primera temporada constaría de diez episodios que se dividirán en dos partes, seis y cuatro episodios, debido al cierre de producción causado por la pandemia de COVID-19. Bloys también afirmó que actualmente Goslett y su equipo de escritores están trabajando en la segunda tanda de guiones.

### Salida de Whedon
El 25 de noviembre de 2020, Whedon anunció que se retiraba de la serie citando varias razones para su decisión en «este año de desafíos sin precedentes». Por medio de un comunicado, explicó que la naturaleza agotadora de trabajar en un proyecto de este tipo durante la pandemia mundial de coronavirus había afectado sus niveles de energía, confirmando que saldría oficialmente de la serie. El 28 de enero de 2021, la guionista británica Philippa Goslett fue anunciada como la nueva showrunner.
En respuesta a las acusaciones de acoso laboral contra Whedon en sus proyectos anteriores, Bloys declaró que «no teníamos quejas o denuncias de comportamiento inapropiado» con respecto a su trabajo en The Nevers. Sin embargo, la participación de Whedon no fue reconocida en la comercialización de la serie.

### Cancelación
El 12 de diciembre de 2022, HBO canceló la serie después de una temporada y fue retirada de la plataforma HBO Max el 18 de diciembre de 2022. También se informó que la serie, incluidos los seis episodios no emitidos restantes, puede transmitirse en otra plataforma. Deadline informó que la historia fue "elaborada de manera que concluya con la temporada 1B". En enero de 2023, se confirmó que todos los 12 episodios estarían disponibles en la plataforma de Warner Bros. Discovery, Tubi a partir de ese año, luego se especificó que el 13 de febrero se agregarían los episodios 1 a 5, el 14 de febrero los episodios 6 a 9 y el 15 de febrero los episodios 10 a 12.